# Sierra Mixteca
La Sierra Mixteca, conosciuta anche con il nome di Nudo Mixteco o Scudo Mixteco è una zona montuosa situata tra gli Stati di Puebla e Oaxaca nel Messico meridionale.
È anche conosciuta sotto il nome di Zempoaltépetl (venti di montagna in lingua nahuatl), che è anche il nome del suo picco più elevato, situato nel nord-est dello Stato di Oaxaca. Rappresenta una delle più antiche regioni geologiche nel territorio messicano. È posta tra la Sierra Madre Oriental, la Fascia Vulcanica Trasversale e la Sierra Madre del Sud. Durante la nascita della prima e dell'ultima di queste catene montuose, lo Scudo Mixteco ha subito un forte processo di erosione, causando un cambiamento degli alti corsi dei fiumi Balsas, Lerma e Papaloapan.